# Ksi
Ksi (stgr. ξῦ, nw.gr. ξι, pisana Ξξ) – czternasta litera alfabetu greckiego oznaczająca zbitkę spółgłosek „ks”. W greckim systemie liczbowym oznaczała liczbę 60.

## Użycie jako symbolu

### Ξ
- Ξ – symbol jednego z hiperonów

### ξ
- ξ – symbol współczynnika postępu reakcji
- ξ – w automatyce symbol współczynnika (stopnia) tłumienia
- ξ – w mechanice płynów symbol współczynnika strat
- ξ – w mechanice jedna ze współrzędnych Haigh-Westergaarda

## Kodowanie
W Unicode litera jest zakodowana:
| Znak | Unicode | Kod HTML                     | Nazwa unikodowa         | Nazwa polska             |
| ---- | ------- | ---------------------------- | ----------------------- | ------------------------ |
| Ξ    | U+039E  | &Xi; lub &#x039E; lub &#926; | GREEK CAPITAL LETTER XI | wielka litera grecka ksi |
| ξ    | U+03BE  | &xi; lub &#x03BE; lub &#958; | GREEK SMALL LETTER XI   | mała litera grecka ksi   |

W LaTeX-u używa się znacznika:
| Znak                 | LaTeX |
| -------------------- | ----- |
| {\displaystyle \Xi } | \Xi   |
| {\displaystyle \xi } | \xi   |